# De slavenmeester
De slavenmeester is het 154ste stripverhaal uit de reeks van De Rode Ridder. Het is geschreven en getekend door Karel Biddeloo. De eerste albumuitgave was in 1995.

## Het verhaal
Lodogran vertoeft kreupel en verbitterd in zijn verwoeste burcht. Hij sluit een pact met Bahaal die hem zal genezen en zijn burcht zal herbouwen als hij meewerkt aan de ondergang van De Rode Ridder. Door een list met Staf, een Vlaamse slaaf weet Lodogran Johan naar zich toe te lokken. Johan ontdekt dat Lodogran een werkkamp bouwde met Vlaamse slaven. Lodogran wil er een besmettelijke ziekte verspreidden om zo wraak te nemen. Johan en Lancelot worden gevangengenomen, en raken besmet. Merlijn en Guinevere slagen erin hen te bevrijden en te genezen. Samen nemen ze het op tegen de kampbewakers en slagen erin om Lodogran te doden en de slaven te bevrijden.